# Crisanto di Costantinopoli
Crisanto Manoleas (in greco Χρύσανθος Μανωλέας; Dolno Gramatikovo, 25 febbraio 1768 – Kayseri, 10 settembre 1834) è stato un arcivescovo ortodosso greco con cittadinanza ottomana, che ha ricoperto la carica di Patriarca ecumenico di Costantinopoli tra il 1824 e il 1826.

## Biografia
Era un greco slavofono e nacque il 25 febbraio 1768 nel villaggio di Dolno Gramatikovo, ora noto come Kato Grammatiko. Discendeva dalla famiglia Manoleas, i cui discendenti vivono ancora oggi.

### Carriera ecclesiastica
Servì come vescovo metropolitano di Cesarea, di Veria e, dal 1811, di Serres, posizione che ricoprì finché non fu eletto patriarca di Costantinopoli il 9 luglio 1824, dopo la deposizione del suo predecessore, Antimo III.

### Controversie, esilio e morte
Era un membro di Filiki Eteria. Era molto istruito ma per il suo carattere si fece molti nemici. Fu accusato di avere una relazione con Evfimia, vedova del traditore Asimakis, e per questo motivo fu deposto dai turchi il 26 settembre 1826 e fu esiliato a Kayseri. Morì il 10 settembre 1834 e fu sepolto nel Monastero di Cristo Salvatore sull'isola di Prinkipos, dove risiedette per gli ultimi anni della sua vita.